# Yoshikiyo Kuboyama
Yoshikiyo Kuboyama (久保山 由清 Kuboyama Yoshikiyo?,  nacido el 21 de julio de 1976 en Yaizu, Shizuoka) es un exfutbolista japonés. Jugaba de delantero y su último club fue el Shimizu S-Pulse de Japón.

## Carrera
Después de permanecer tres temporadas en Yokohama Flügels, regresó a su nativa Shizuoka para firmar por Shimizu S-Pulse. Kuboyama posee la distinción de haber marcado el 7500.º gol en la historia de la J1 League, el cual ocurrió en noviembre de 2001 contra JEF United Ichihara. En diciembre de 2007, anunció su retiro del fútbol profesional.
En enero de 2008, asumió como entrenador del equipo juvenil de Shimizu.

## Estadística de club
| Rendimiento de club | Rendimiento de club | Rendimiento de club | Liga     | Liga  | Copa               | Copa               | Copa de la Liga | Copa de la Liga | Continental | Continental | Total    | Total |
| Año                 | Club                | Liga                | Partidos | Goles | Partidos           | Goles              | Partidos        | Goles           | Partidos    | Goles       | Partidos | Goles |
| Japón               | Japón               | Japón               | Liga     | Liga  | Copa del Emperador | Copa del Emperador | Copa J. League  | Copa J. League  | Asia        | Asia        | Total    | Total |
| ------------------- | ------------------- | ------------------- | -------- | ----- | ------------------ | ------------------ | --------------- | --------------- | ----------- | ----------- | -------- | ----- |
| 1995                | Yokohama Flügels    | J1 League           | 4        | 1     | 0                  | 0                  | -               | -               | -           | -           | 4        | 1     |
| 1996                | Yokohama Flügels    | J1 League           | 1        | 0     | 0                  | 0                  | 0               | 0               | -           | -           | 1        | 0     |
| 1997                | Yokohama Flügels    | J1 League           | 0        | 0     | 0                  | 0                  | 0               | 0               | -           | -           | 0        | 0     |
| 1998                | Yokohama Flügels    | J1 League           | 10       | 3     | 5                  | 2                  | 0               | 0               | -           | -           | 15       | 5     |
| 1999                | Shimizu S-Pulse     | J1 League           | 27       | 12    | 3                  | 2                  | 4               | 0               | -           | -           | 34       | 14    |
| 2000                | Shimizu S-Pulse     | J1 League           | 29       | 3     | 4                  | 0                  | 5               | 2               | -           | -           | 38       | 5     |
| 2001                | Shimizu S-Pulse     | J1 League           | 19       | 5     | 5                  | 0                  | 1               | 0               | -           | -           | 25       | 5     |
| 2002                | Shimizu S-Pulse     | J1 League           | 16       | 1     | 0                  | 0                  | 5               | 3               | 1           | 0           | 22       | 4     |
| 2003                | Shimizu S-Pulse     | J1 League           | 23       | 1     | 0                  | 0                  | 3               | 0               | 1           | 0           | 27       | 1     |
| 2004                | Shimizu S-Pulse     | J1 League           | 24       | 4     | 1                  | 0                  | 6               | 4               | -           | -           | 31       | 8     |
| 2005                | Shimizu S-Pulse     | J1 League           | 24       | 3     | 4                  | 4                  | 7               | 1               | -           | -           | 35       | 8     |
| 2006                | Shimizu S-Pulse     | J1 League           | 22       | 1     | 1                  | 0                  | 5               | 1               | -           | -           | 28       | 2     |
| 2007                | Shimizu S-Pulse     | J1 League           | 0        | 0     | 0                  | 0                  | 0               | 0               | -           | -           | 0        | 0     |
| País                | Japón               | Japón               | 199      | 34    | 23                 | 8                  | 36              | 11              | 2           | 0           | 260      | 53    |
| Total               | Total               | Total               | 199      | 34    | 23                 | 8                  | 36              | 11              | 2           | 0           | 260      | 53    |